# 點窩窩
點窩窩，是曾流傳於內蒙古固陽縣等地的播棋類遊戲。

## 棋具
- 長方形或環形棋盤，共十個或十二個洞。

- 初始佈置時，每方小洞有五顆小棋子。

## 規則
- 每回合玩家輪流行棋，從任何一洞取出所有棋子，順某方向，分配到其他的洞中，一洞分配一顆，直至分配完。經過當最後一顆棋子落下時，需從其第一順位棋洞取走所有棋子再以同方向進行分配，直到最後分投的棋子落下時其第一順位棋洞為空洞時方結束，並將第二順位小洞的棋子全部取走，若第三順位也為空位，則同樣取走第四順位的棋子，依此類推，直到遇到單數順位有子結束回合。此吃子動作稱為连环套。

- 當一玩家若取得棋子比敵方多，則該玩家需將所得棋子全放入任一空洞，敵方分投時只能往裡放子，不能取也不能也吃該洞的棋子。此吃子動作称为锁油房。接下回合，若另一玩家若贏得棋子多，也要進行此動作。

- 当只剩两颗棋子时，便要通过抓阄法来确定这两颗棋子的归属，最後以所得棋子多者勝。[1]

## 變體
- 陝西的走牛窝，共十洞。移動方向、有無鎖油房、與只剩两颗棋子时不詳，其餘相同。傳說为放牛娃利用牛蹄窝行子而得名。[2]
- 寶雞的点十窝窝，共十洞。移動方向為逆時鐘。遊戲以直至不能抓为止。有無鎖油房不詳，其餘相同。[3]